# Despina Olympiou

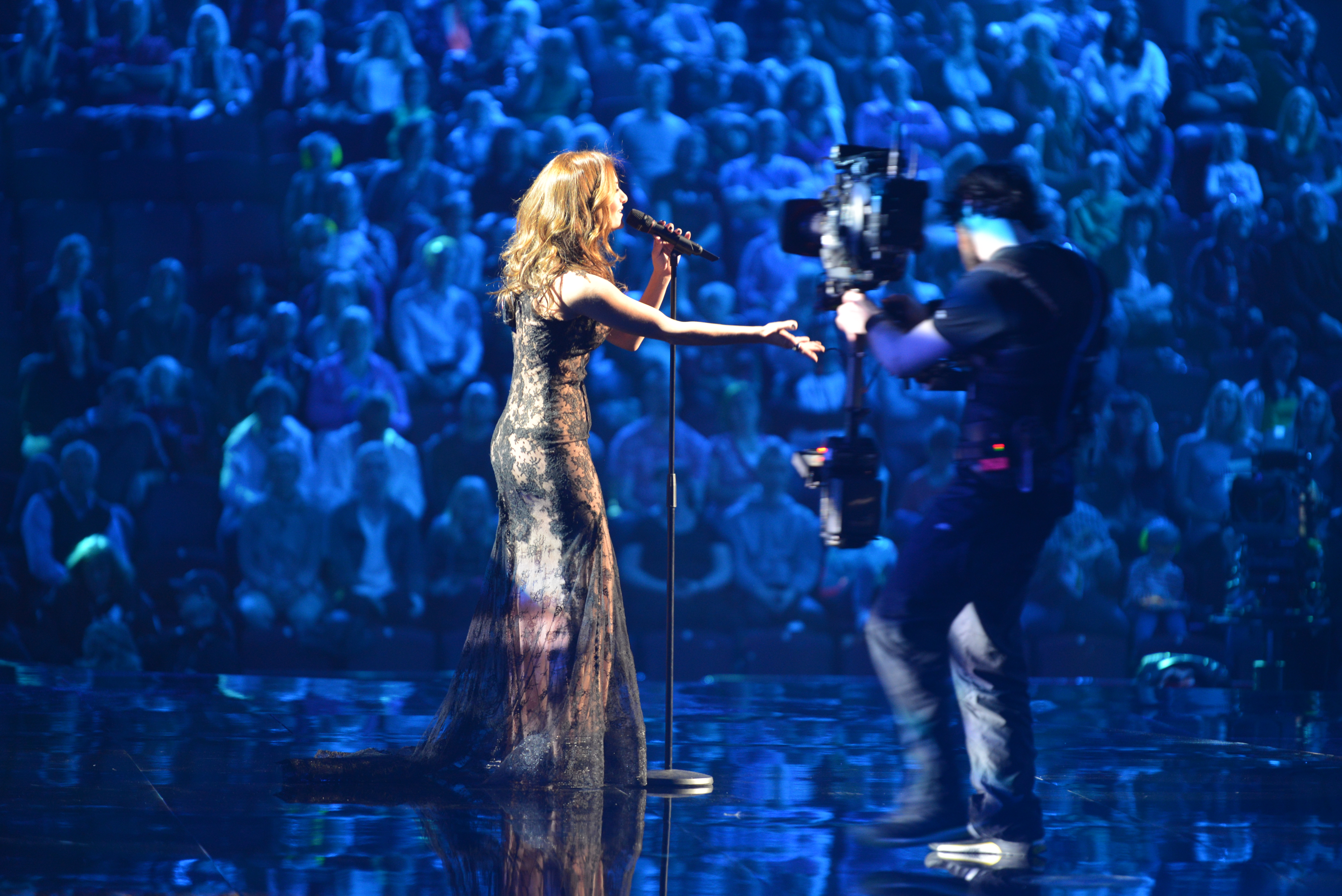
Despina Olympiou (2013)

Déspina Olympiou (em grego Δέσποινα Ολυμπίου, Limassol, 17 de outubro de 1975) é uma cantora cipriota.
Em 2013, foi escolhida para representar o Chipre no Festival Eurovisão da Canção 2013 com a canção "An me thimase" (cantado em grego) composto por Andreas Giorgallis e escrito por Zenon Zindilis, que concoreu na primeira semifinal e terminou em 15º lugar com 11 pontos, não conseguindo passar à final. 